# Real (1568)
La Real, construida en Barcelona, fue la mayor galera de su tiempo y el buque insignia de don Juan de Austria en la Batalla de Lepanto de 1571, la mayor batalla de la historia entre galeras, en la cual la flota de la Liga Santa, la alianza de las potencias católicas del Mediterráneo, derrotó a la flota del Imperio otomano bajo el mando de Ali Pasha.

## Historial
La Real y la galera turca Sultana, insignia de Ali Pasha, se enfrentaron en un combate directo. La Sultana fue abordada y tras una hora y media de sangriento combate, con refuerzos a los dos buques de sus respectivas flotas, fue capturada. Ali Pacha fue gravemente herido por un mosquete, y tras caer sobre cubierta, fue decapitado por un soldado español, lo que afectó gravemente a la moral de sus tropas. La Real capturó la "Gran bandera del califa" y se convirtió en el símbolo de la victoria en Lepanto. 
Durante la batalla de Lepanto, para ayudar a maniobrar el gran barco, era empujada por popa durante la batalla por otras dos galeras.
Como buque insignia, estaba lujosamente ornamentada y pintada en rojo y oro. Su popa estaba dotada de numerosas esculturas, bajorrelieves y otros ornamentos, muchos de los cuales estaban inspirados en temas religiosos, cuyo diseño fue encargado a Juan de Mal Lara, comisión que cumplió además escribiendo una Descripción de la popa de la galera real del serenísimo señor don Juan de Austria, capitán general del mar.

## Réplica
En 1971, para conmemorar el 400.° aniversario de la batalla, se construyó una réplica de La Real que se encuentra en el Museo Marítimo de Barcelona, la cual puede ser visitada hoy en día.
José María Martínez-Hidalgo recopiló durante 10 años toda la documentación sobre la galera real publicándola en su libro: "Lepanto: la batalla, la galera "Real", recuerdos, reliquias y trofeos", y empezó su construcción en 1967 terminada en 1971, justo para el cuarto centenario de su construcción original (en las mismas atarazanas donde se halla el museo) para ser la capitana de Don Juan de Austria de la Liga Santa contra los turcos en la batalla de Lepanto en el golfo de Corinto en 1571.

## Literatura
- Currey, E. Hamilton, "Sea-Wolves of the Mediterranean", John Murrey, 1910
- Bicheno, Hugh, "Crescent and Cross: The Battle of Lepanto 1571", Phoenix, 2003, ISBN 1 84212 753 5